# Thomas Dooley
Thomas Dooley (ur. 12 maja 1961 w Bechhofen w Niemczech) – amerykański piłkarz grający na pozycji środkowego obrońcy lub defensywnego pomocnika.

## Kariera klubowa
Dooley urodził się w Niemczech w rodzinie amerykańsko-niemieckiej. Ojciec stacjonował w Niemczech jako żołnierz armii amerykańskiej, a matka pochodzi właśnie z tego kraju. Karierę piłkarską rozpoczął w małym amatorskim klubie o nazwie TuS Bechhofen, wywodzącym się z rodzinnej miejscowości. W 1984 roku został piłkarzem drugoligowego FC Homburg, a 9 sierpnia zadebiutował w jego barwach w lidze w zremisowanym 0:0 wyjazdowym spotkaniu z Fortuną Köln. Szybko przebił się do podstawowego składu Homburga, a w sezonie 1985/1986 z 13 golami był jego najlepszym strzelcem i przyczynił się do awansu klubu do pierwszej ligi. W niej swoje pierwsze spotkanie rozegrał 18 sierpnia przeciwko KFC Uerdingen 05 (0:2). W 1987 roku utrzymał się z Homburgiem w lidze, ale w 1988 przeżył z nim degradację o klasę niżej.
Latem 1988 po spadku Homburga Dooley przeszedł do 1. FC Kaiserslautern. Swój pierwszy sukces z nowym zespołem osiągnął w sezonie 1989/1990, gdy sięgnął z nim po Puchar Niemiec. Z kolei w sezonie 1990/1991 po raz pierwszy w karierze został mistrzem kraju, a jego dorobek w mistrzowskim sezonie wyniósł 23 mecze i 4 gole. Jesienią 1991 wystąpił w rozgrywkach Ligi Mistrzów, jednak „Czerwone Diabły” uległy w drugiej rundzie Barcelonie w dwumeczu. W Kaiserslautern grał do końca 1993 roku i wtedy też przeszedł do Bayeru 04 Leverkusen. W jego barwach po raz pierwszy wystąpił jednak w sezonie 1994/1995, a debiut w drużynie „Aptekarzy” miał miejsce 19 sierpnia przeciwko Kaiserslautern (0:1). W Bayerze Amerykanin spędził tylko jeden sezon i w 1996 roku przeszedł do FC Schalke 04 (debiut: 12 sierpnia w wygranym 1:0 meczu z 1. FC Köln). W 1997 roku jako rezerwowy sięgnął z Schalke po Puchar UEFA (nie wystąpił w finałowych meczach z Interem Mediolan). W Niemczech Thomas grał do jesieni tamtego roku i w Bundeslidze rozegrał łącznie 199 spotkań, w których zdobył 20 goli.
W drugiej połowie 1997 roku Dooley wyjechał do Stanów Zjednoczonych i został zawodnikiem klubu tamtejszej Major League Soccer, Columbus Crew. Za rok 1997 został wybrany do Jedenastki Sezonu MLS, a rok później powtórzył to osiągnięcie. W 1998 dotarł z Columbus do finału US Open Cup. W 2000 roku został wytransferowany do New York MetroStars w zamian za Mike’a Duhaneya. W zespole z Nowego Jorku Dooley grał przez jeden sezon, a po nim zakończył piłkarską karierę w wieku 39 lat. Po zakończeniu kariery przez rok szkolił zawodników 1. FC Saarbrücken (sezon 2002/2003).
| Sezon   | Klub                 | Kraj              | Rozgrywki           | Mecze | Bramki |
| ------- | -------------------- | ----------------- | ------------------- | ----- | ------ |
| 1984/85 | FC Homburg           | Niemcy            | 2. Bundesliga       | 38    | 5      |
| 1985/86 | FC Homburg           | Niemcy            | 2. Bundesliga       | 37    | 13     |
| 1986/87 | FC Homburg           | Niemcy            | Bundesliga          | 24    | 0      |
| 1987/88 | FC Homburg           | Niemcy            | Bundesliga          | 24    | 2      |
| 1988/89 | 1. FC Kaiserslautern | Niemcy            | Bundesliga          | 24    | 2      |
| 1989/90 | 1. FC Kaiserslautern | Niemcy            | Bundesliga          | 22    | 2      |
| 1990/91 | 1. FC Kaiserslautern | Niemcy            | Bundesliga          | 23    | 4      |
| 1991/92 | 1. FC Kaiserslautern | Niemcy            | Bundesliga          | 20    | 3      |
| 1992/93 | 1. FC Kaiserslautern | Niemcy            | Bundesliga          | 18    | 2      |
| 1993/94 | Bayer 04 Leverkusen  | Niemcy            | Bundesliga          | 0     | 0      |
| 1994/95 | Bayer 04 Leverkusen  | Niemcy            | Bundesliga          | 16    | 2      |
| 1995/96 | FC Schalke 04        | Niemcy            | Bundesliga          | 20    | 1      |
| 1996/97 | FC Schalke 04        | Niemcy            | Bundesliga          | 8     | 2      |
| 1997    | Columbus Crew        | Stany Zjednoczone | Major League Soccer | 15    | 4      |
| 1998    | Columbus Crew        | Stany Zjednoczone | Major League Soccer | 23    | 1      |
| 1999    | Columbus Crew        | Stany Zjednoczone | Major League Soccer | 25    | 0      |
| 2000    | New York MetroStars  | Stany Zjednoczone | Major League Soccer | 20    | 0      |

## Kariera reprezentacyjna
W 1992 roku Dooley otrzymał obywatelstwo Stanów Zjednoczonych i 30 maja tamtego roku zadebiutował w reprezentacji tego kraju w wygranym 3:1 towarzyskim spotkaniu z Irlandią. W 1994 roku został powołany przez Velibora Milutinovicia do kadry na Mistrzostwa Świata, których gospodarzem było USA. Tam był podstawowym zawodnikiem swojej drużyny i wystąpił we wszystkich czterech meczach: grupowych ze Szwajcarią (1:1), z Kolumbią (2:1) i z Rumunią (0:1) oraz w 1/8 finału z Brazylią (0:1). Z kolei w 1998 roku na Mundialu we Francji zaliczył trzy spotkania: z Niemcami (0:2), z Iranem (1:2) oraz z Jugosławią (0:1). Swój ostatni mecz w drużynie narodowej Thomas rozegrał 21 lutego 1999 przeciwko Chile (2:1). Łącznie wystąpił w niej 81 razy i zdobył 7 goli.